# 1920 en arts plastiques
| Années des arts plastiques : 1917 - 1918 - 1919 - 1920 - 1921 - 1922 - 1923    |
| Décennies des arts plastiques : 1890 - 1900 - 1910 - 1920 - 1930 - 1940 - 1950 |

Cette page concerne l'année 1920 en arts plastiques.

## Événements
- 30 juin-25 août : Première foire internationale Dada à Berlin-Tempelhof
- Publication du manifeste réaliste par Naum Gabo et Anton Pevsner, texte-clé du mouvement Constructiviste en Russie.
- Fondation en Angleterre de la Society of Wood Engravers.

## Œuvres
- L'Inspection des chevaux : peinture à l'huile d'Otto Eerelman,
- Prager Straße : peinture à l'huile d'Otto Dix,
- Le Remorqueur : huile sur toile de Fernand Léger.

## Naissances
- 3 janvier : Raymond Guerrier, peintre français  († 5 avril 2002),
- 6 janvier : Ipoustéguy, sculpteur français († 8 février 2006),
- 8 janvier : Paul Petit, peintre, lithographe et écrivain français († 26 juillet 2009),
- 10 janvier : Émile Danoën, écrivain français (7 mai 1999),
- 12 janvier : Bill Reid, sculpteur canadien  (13 mars 1998),
- 14 janvier : Luc-Peter Crombé, peintre belge (17 mai 2005),
- 30 janvier : Patrick Heron, peintre anglais († 20 mars 1999),
- 31 janvier : René Passeron, peintre, essayiste et historien de l'art français († 5 décembre 2017),
- 1er février (ou le 13 février 1921), Zao Wou-Ki, peintre et graveur cino-français († 9 avril 2013),
- 10 février : Georges Petetin, peintre et sculpteur français († 13 janvier 2012),
- 11 février : Voltolino Fontani, peintre italien († 5 août 1976),
- 14 février :
  - Bob ten Hoope, peintre, dessinateur et graveur néerlandais († 18 janvier 2014),
  - Georges Ladrey, peintre français non figuratif de la nouvelle École de Paris († 28 octobre 2012),
- 17 février : Eugenio Carmi, peintre italien († 16 février 2016),
- 26 février :
  - Jean-Jacques Hueber, peintre français († 29 juillet 1993),
  - Gisèle Prassinos, poétesse, romancière, novelliste et plasticienne grecque († 15 novembre 2015),
- 9 mars : Jean Jansem, peintre, sculpteur et graveur français d'origine arménienne († 27 août 2013),
- 14 mars : Hank Ketcham, humoriste, peintre et dessinateur américain († 1er juin 2001),
- 23 mars : Raymond Meuwly, peintre et sculpteur suisse († 21 mai 1981),
- 24 mars : René Acht, peintre et graphiste suisse († 3 mai 1998),
- 28 mars : Carl Nesjar, peintre et sculpteur norvégien († 23 mai 2015),
- 2 avril : Roger Lersy, peintre, lithographe et compositeur français († 22 juin 2004),
- 5 avril :
  - Jean Commère, peintre, aquarelliste, dessinateur, graveur et illustrateur français († 22 octobre 1986),
  - Ray Sutter, peintre et maître-verrier français († 28 mai 1988),
- 13 avril : Pierre Gastaud, peintre français († 27 août 2009),
- 14 avril : 
  - Olivier Debré, peintre et lithographe français († 1er juin 1999),
  - Paul Philibert-Charrin, peintre, caricaturiste, décorateur de théâtre, dessinateur et sculpteur français († 22 juin 2007),
  - Jacques Yankel, peintre, sculpteur et lithographe français († 2 avril 2020),
- 15 avril : Alfred Tinsel, peintre figuratif français († 11 mars 1989),
- 16 avril : Charles Menge, peintre suisse († 2 janvier 2009),
- 20 avril : Robert Savary, peintre et lithographe figuratif français († 28 mai 2000),
- 13 mai : Pierre Palué, peintre français († 29 mars 2005),
- 21 mai : Enrique Bryant, peintre, graveur et lithographe mexicain († 9 avril 2010),
- 31 mai : Jean-Marcel Héraut-Dumas, peintre, graveur et illustrateur français († 17 mars 1982),
- 3 juin : Joan Vilacasas, peintre, graveur, céramiste et écrivain catalan († 17 janvier 2007),
- 12 juin : Gabriel Arnaud, illustrateur, peintre, romancier et chansonnier français († 20 avril 1995),
- 13 juin : Yves Laloy, architecte et peintre surréaliste français († 8 septembre 1999),
- 14 juin : Tetsuro Komai, peintre graveur et illustrateur japonais († 20 novembre 1976),
- 15 juin : Gabrielle Bellocq, pastelliste française († 29 juillet 1999),
- 18 juin : Jean Labellie, peintre français († 29 novembre 2021),
- 27 juin : André Poirson, peintre et sculpteur français († 30 octobre 2003),
- 3 juillet : François Orlandini, peintre français († 31 octobre 2015),
- 21 juillet : Constant Nieuwenhuis, peintre néerlandais († 1er août 2005),
- 24 juillet : Véra Cardot, peintre, photographe et plasticienne française d'origine hongroise († 31 août 2003),
- 2 août : Georgette Piccon, peintre figurative française, héritière du fauvisme († 12 septembre 2004),
- 5 août : André Vignoles, peintre et lithographe français († 15 juillet 2017),
- 13 août : Bernard Coutant, prêtre et peintre français († 19 juillet 2008),
- 17 août : Sacha Chimkevitch, peintre français d'origine polonaise († avril 2006),
- 18 août :
  - Gaston Sébire, peintre et lithographe français († 13 décembre 2001),
  - Juan Soriano, sculpteur et peintre mexicain († 10 février 2006),
- 22 août : Enrico Accatino, peintre, sculpteur et théoricien de l’art italien († 16 juillet 2007),
- 24 août :
  - Alex Colville, peintre canadien († 16 juillet 2013),
  - Pierre Lemaire, peintre français († 9 novembre 2007),
- 26 août :
  - Ida Barbarigo, peintre italienne de la nouvelle École de Paris († 15 janvier 2018),
  - Ernesto Treccani, peintre italien († 27 novembre 2009),
- 1er septembre : Robert Lavergne, peintre post-impressionniste et graphologue français († 12 janvier 2013),
- 10 septembre :
  - Jacques Houplain, graveur et peintre français († 22 février 2020),
  - Roger Mathieu, peintre français († 2 décembre 1992),
- 15 septembre : Seymour Slive, historien de l'art américain († 14 juin 2014),
- 20 septembre : Mikhaïl Zelenkine, peintre et aviateur russe puis soviétique  († 14 juin 1991),
- 30 septembre :
  - Camille Claus, peintre français († 2 juillet 2005),
  - Jacques Daniel, peintre, graphiste, illustrateur et directeur artistique français († 14 juin 2011),
- 2 octobre : Maurice Miot dit Melito, peintre français († 14 mai 1994),
- 8 octobre : Raymond Reynaud, peintre, sculpteur et plasticien français († 10 juillet 2007),
- 10 octobre : Jean-Michel Coulon, peintre français († 25 octobre 2014),
- 12 octobre : Léon Petizon, peintre et poète français († 17 juin 1973),
- 13 octobre : Yosl Bergner, peintre et illustrateur israélien († 18 janvier 2017),
- 24 octobre : Jean Dubreuil, peintre français († 15 mai 2008),
- 25 octobre : Pierre Van Poucke, peintre français († 1er juillet 1983),
- 28 octobre : Luchita Hurtado, peintre, lithographe et graveuse américano-vénézuélienne († 13 août 2020),
- 10 novembre : René Aberlenc, peintre français († 31 août 1971),
- 12 novembre : Jean Gachet, peintre français (28 janvier 2003),
- 21 novembre : Álkis Pierrákos, peintre grec († 22 mars 2017),
- 6 décembre :
  - Gustav Bolin, peintre suédois († 9 août 1999),
  - Ferruccio Bortoluzzi, peintre et sculpteur italien († 25 mai 2007),
- 7 décembre : Pereira da Silva, Manuel, sculpteur portugais († 2003),
- 13 décembre : Abel Quezada, illustrateur, caricaturiste, dessinateur, conteur, peintre, écrivain et journaliste mexicain († 28 février 1991),
- 14 décembre : Orlando Pelayo, peintre et graveur espagnol († 15 mars 1990),
- 17 décembre : Gyōji Nomiyama, peintre japonais de style occidental yōga († 22 juin 2023),
- ? : Albert Ayme, peintre et sculpteur français († 19 juin 2012),
- ? : Sarah Grilo, artiste peintre argentine († 2007),
- Vers 1920 :
- Jean-Claude Dragomir, peintre français († 1965).

## Décès
- 1er janvier : Nicolas Sicard, peintre français (° 6 janvier 1846),
- 5 janvier : Guy-Pierre Fauconnet, peintre et scénographe français (° 5 mars 1882),
- 17 janvier : Edmond Louyot, peintre français (° 15 novembre 1861),
- 18 janvier : Charles Rivière, peintre français (° 12 octobre 1848),
- 24 janvier :
  - William Percy French, compositeur, parolier et auteur d'aquarelles irlandais (° 1er mai 1854),
  - Amedeo Modigliani, peintre et sculpteur italien (° 12 juillet 1884),
- 26 janvier :
  - Jeanne Hébuterne, peintre française (° 6 avril 1898),
  - Antonio Piccinni, peintre et graveur italien (° 14 mai 1846),
- 31 janvier : Émile Vernon,  peintre français (° 14 mars 1872),
- 2 février :
  - Pál Szinyei Merse, peintre hongrois (° 4 juillet 1845),
  - Gaston Thiesson, peintre postimpressionniste français (° 30 juillet 1882),
- 4 février : Modest Sosenko, peintre et artiste monumental ausro-hongrois puis ukrainien (° 28 avril 1875),
- 5 février : Adrien Lavieille, peintre français (° 29 mars 1848),
- 10 février : François-Alfred Delobbe, peintre naturaliste français (° 13 octobre 1835),
- 11 février : Alexandre Clarys, peintre animalier belge (° 23 juillet 1857),
- 12 février : Paul Madeline, peintre post-impressionniste français (° 7 octobre 1863),
- 20 février : Hippolyte Sinet, peintre français (° 27 février 1835),
- 21 février : Vladimir Makovski, peintre russe (° 7 février 1846),
- 23 février : Laurent Auberge de Garcias, peintre français (° 1er août 1865),
- 24 février : Paul-Albert Girard, peintre français (° 13 décembre 1839),
- 1er mars : Georges Sartoris, peintre français (° 26 janvier 1835),
- 3 mars : Theodor Philipsen, peintre danois (° 10 juin 1840),
- 5 mars :  Félix Tourdes, peintre français (° 31 mars 1855),
- 8 mars : Édouard John Ravel, peintre, graveur et illustrateur suisse (° 5 mars 1847),
- 21 mars : Paul Lecomte, peintre français (° 24 avril 1842),
- 11 avril : Ferdinand Roybet, peintre et graveur français (° 12 avril 1840),
- 13 avril : Thérèse Marthe Françoise Cotard-Dupré, peintre française (° 19 mars 1877),
- 18 avril : René Veillon, peintre français (° 29 février 1864),
- 23 avril : Jan Mankes, peintre néerlandais (° 15 août 1889),
- 2 mai : Georges Récipon, peintre et sculpteur français (° 17 janvier 1860),
- 10 mai : Max Seliger, peintre allemand (° 12 mai 1865),
- 23 mai : Gueorgui Narbout, peintre et dessinateur de timbres russe (° 9 mars 1886),
- 7 juin : Emilio Boggio, peintre et aquarelliste impressionniste vénézuélien (° 12 mai 1857),
- 18 juin : Mario Puccini, peintre italien (° 28 juin 1869),
- 20 juin : Léon-Charles Flahaut, peintre français (° 7 décembre 1831),
- 21 juin : Gaetano Previati, peintre italien (° 31 août 1852),
- 5 juillet : Max Klinger, peintre, sculpteur et graphiste symboliste allemand (° 18 février 1857),
- 14 juillet : Albert von Keller, peintre munichois d'origine suisse (° 27 avril 1844),
- 16 juillet : Gyula Benczúr, peintre hongrois (° 28 janvier 1844),
- 26 juillet : Friedrich August von Kaulbach, peintre allemand (° 2 juin 1850),
- 4 août :
  - Joseph-Marius Cabasson, peintre aquarelliste français (° 20 décembre 1841),
  - C. G. Finch-Davies, soldat, ornithologue et peintre britannique puis sud-africain (° 24 mai 1875),
- 6 août : Marguerite Thyes, peintre luxembourgeoise (° 4 juillet 1862),
- 19 août : Eduard Frankfort, peintre néerlandais (° 21 juin 1864),
- 22 août : Anders Zorn, peintre, graveur, sculpteur et photographe suédois (° 18 février 1860),
- 30 août : Gustave Mohler, sculpteur, céramiste et peintre français (° 8 mai 1836),
- 5 septembre : William Laparra, peintre français (° 25 novembre 1873),
- 11 septembre : Émilien Mulot-Durivage, peintre paysagiste impressionniste français (° 9 mars 1838),
- 15 septembre : Michele Cammarano, peintre italien (° 25 février 1835),
- 19 septembre : Adrienne van Hogendorp-s' Jacob, peintre néerlandaise (° 28 janvier 1857),
- 22 octobre : Jean-Constant Pape, peintre français (° 13 mars 1865),
- 28 octobre : Franc Malzac, peintre, dessinateur et affichiste français (° 17 septembre 1865),
- 9 novembre : Pietro Scoppetta, peintre italien (° 15 février 1863),
- 10 novembre : Jules Contant, peintre français (° 23 avril 1852),
- 13 novembre :
  - Luc-Olivier Merson, peintre français (° 21 mai 1846),
  - Alexandre de Riquer, peintre, affichiste, écrivain et poète espagnol (° 3 mai 1856),
- 20 novembre :Edmond Lesellier, peintre français (° 5 juillet 1885),
- 30 novembre :
  - Nicolas-Félix Escalier, peintre français (° 3 mars 1843),
  - Jēkabs Kazaks, peintre letton (° 18 février 1895),
- ? novembre : Auguste-Émile Pinchart, peintre et dessinateur français (° 10 août 1842),
- 2 décembre : Louis-Marie Baader, peintre français (° 20 juin 1828),
- 7 décembre : René Avigdor, peintre français (° 5 janvier 1867),
- 25 décembre : Henri Vignet, décorateur, antiquaire, musicien, naturaliste et peintre français (° 1857),
- 31 décembre :
  - Adolf Robbi, peintre impressionniste suisse (° 26 février 1868),
  - Albert Roelofs, peintre, aquafortiste, lithographe, dessinateur et aquarelliste néerlandais (° 5 septembre 1877),
- ? :
  - Pierre Alexandre Belladen, peintre français (° 1871),
  - Giuseppe Chiarolanza, peintre italien (° 1868),
  - Eugène d'Argence, peintre français (° 4 décembre 1853),
  - Serafino Ramazzotti, peintre et sculpteur italien (° 1846).